# Рено де Монс
Рено де Монс (фр. Renaud de Mons, ум. 973) — граф Монса в 973 году, брат Гарнье де Валансьена. Его происхождение неизвестно.

## Биография
Император Оттон I лишил графа Эно Ренье III за поднятое против него восстание, а графство было передано герцогу Нижней Лотарингии Готфриду I. Сыновья Ренье III, Ренье IV и Ламберт бежали в Западно-Франкское королевство (Францию), где нашли приют при королевском дворе. После смерти Готфрида Эно было разделено на две части — графство Монс и маркграфство Валансьен.
После смерти графа Монса Рихера в 973 году титул графа Монса был передан императором Рено. В том же году умер маркграф Валансьена Амори, и Валансьен был отдан брату Рено, Гарнье. В том же году Ренье IV и Ламберт напали на обоих братьев и убил их в Перонне, после чего Эно вернулся на некоторое время к Ренье IV.